# Белешев, Михаил Александрович
Михаил Александрович Белешев (1900 — 1950) — советский военачальник, генерал-майор авиации (1941), участник Гражданской и Великой Отечественной войн. В 1942 году попал в немецкий плен, после освобождения попал в СССР под следствие, расстрелян по приговору суда. Посмертно реабилитирован.

## Биография
Михаил Белешев родился 18 сентября 1900 года в Москве в семье рабочего. После окончания восьмиклассного городского училища в течение трёх лет работал конторщиком на мануфактурной фабрике. В 1919 году он добровольно вступил в Рабоче-Крестьянскую Красную Армию. В 1920—1921 годах Белешев принимал участие в Гражданской войне на Южном фронте против войск Врангеля и различных банд. В 1922 году он окончил школу лётчиков-наблюдателей, в 1922—1928 годах работал инструктором лётного отряда. В 1928—1930 годах Белешев занимал должность командира звена 31-й отдельной авиационной эскадрильи. В 1933 году он окончил Военную Академию имени Фрунзе, затем до 1937 года был начальником штаба 11-й авиационной бригады, а затем ещё год — командиром бригады в Киевском особом военном округе. 20 февраля 1937 года ему было присвоено звание полковника.
В 1938—1941 годах Белешев преподавал в Военно-воздушной академии имени Жуковского, затем недолгое время был начальником ВВС в Харьковском военном округе. 29 октября 1941 года ему было присвоено звание генерал-майора. В ноябре того же года Белешев был назначен командующим военно-воздушными силами 26-й армии Приволжского военного округа. В декабре она была передана на Волховский фронт и преобразована во 2-ю ударную армию.
В апреле 1942 года армия с целью деблокировать Ленинград совершила прорыв, продвинулась вперёд, но 25 мая попала в окружение. 20 июня 1942 года командующий армией генерал-лейтенант Власов отдал приказ о выходе из окружения отдельными группами. В составе одной из таких групп из окружения попытался выйти и Белешев, но вскоре он попал в немецкий плен. Содержался Белешев в крепости Вайсенбург в Германии. В мае 1945 года он был освобождён американскими войсками. После войны Белешев вернулся в СССР, 29 декабря 1945 года после проверки в органах НКВД был арестован. В 1950 году Военная коллегия Верховного Суда СССР приговорила Белешева к высшей мере наказания. Приговор был приведён в исполнение 26 августа 1950 года. Посмертно реабилитирован 4 июня 1957 года.